# مديرية الديس

تعديل مصدري - تعديل

مديرية الديس إحدى مديريات محافظة حضرموت في شرق اليمن. بلغ عدد سكانها 58200 نسمة عام 2014.
الديس الشرقية كبرى مدن شرق حضرموت وخامس مدن حضرموت تقع على بعد سبعة كيلومترات من بحر العرب، و120 كم شرق مدينة المكلا. وقد حباها الله بالكثير من الموانئ. في محيطها يقع ميناء شرمة الموغل في القدم وميناء خلفة وميناء القرن وراس باغشوه ويوجد فيها أكثر من 50 حصناً. وكذلك يوجد فيها أكثر من اثنين وثمانين مسجداً أكبرها الجامع الذي تأسس قبل أكثر من قرنين من الزمان وتم آخر تجديد له في عام 1384 للهجرة.
ويتبع لها العديد من القرى مثل: القرن، ثوبان.

## معالم الديس

### الحصون أو الأكوات
من الآثار التي تؤكد عظمة الإنسان وحكمته تلك الحصون التي تقارب الخمسين حصنا وهي حصون بنيت بأساليب عسكرية وفي موقع استراتيجي لتحمي الحاضر من غزوات البدو المناوئين للسلطات في ذلك الزمان (القرنين التاسع عشر والنصف الأول من القرن العشرين). وفي هذه الحصون توجد فتحات صغيرة (المشاويف) ذات اتجاهات متعددة، رأسياً وافقياً ويميناً وشمالاً، تمكن من في الداخل من رؤية القادم إليه من كل الاتجاهات. ومن أشهر هذه الحصون (حصن البلاد والعيينة والغارق والصيق والتحتي والخليف وغيرها.).
وللديس بوابتان أحدهما تسمى سدة حامد والأخرى باكريت ويوجد بغيظة الديس قصر غايه في الجمال يقال له الحصن الدويل ويعتقد أن ال بلحاف هم من بنوه عندما جعلو الديس عاصمة دولتهم.

#### حصن البلاد
ويسمى أيضاً حصن الدولة ويوجد في قلب المدينة تم بناؤه ماقبل عام 1722 ويعتبر مركز الحكم في المدينة قبل الاستقلال ومقر إقامة حاكم البلاد (القائم)، وهو ما يعادل المأمور في الوقت الحاضر، كما يوجد فيه أيضاً مقر قاضي البلاد، وهو أيضاً مكان للقاءات والمناسبات والاجتماعات الرسمية إلى فترة قريبة، ونتيجة للإهمال انهار الجزء الخلفي منه وقد تم ترميمه ليصبح متحف شعبي يضم بعض الآثار القديمة للمدينة.

### قصر ابن الشيخ
ويقال له أيضا الحصن الدويل ويقع في الجهة الجنوبية للمدينة على تله متوسطة الارتفاع وقد بني من ثلاثه طوابق بأسلوب فريد جميل وعسكري في نفس الوقت ويعود تاريخه لاكثر من سبعة قرون ويعتقد أن الذي بناه ال بلحاف الدين حكموا ساحل حضرموت في القرن السابع للهجره، ونتيجه للإهمال انهار أجزاء كثيره من اسقفه العلويه، ويوجد إلى جانب القصر مسجد صغير جميل له أربعة قباب غايه في الروعة وبجانبه بئر مدفونه ونخيل ومزارع لاكنها ميته للاسف من الإهمال وقلة الماء.

## قلعة الجلادي
قلعة الجلادي او مايسمى حصن الجلادي تقع في السوق القديم وكانت مركز الحكم قديماً(ماقبل امارة ال كساد) والذي يعود تاريخ بنائها الى القرن الحادي عشر الميلادي وتقع على مساحة 3800 متر مربع وارتفاع 20 متر وعندما انهار الجز الشرقي حول الى سوق السمك(ماركيت الخصار) وتم تحويل مابقي الى دكاكين ومحلات .

### المياه المعدنية
الينابيع الساخنة والعلاجية التي يرتادها الزوار من داخل البلاد وخارجها للاستشفاء بعناصرها، من أهم ملامح هذه العروس المسماة الديس. وقد ذكرت دراسة (عثمان 1989) أن أكاديمية الطب في جمهورية بلغاريا قامت بتحليل عينة من مياه العيون المعدنية المنتشرة في ضواحي المدينة، وأكدت نتائج التحليل قيمتها العلاجية العالية، ومن أشهر هذه العيون (ثوبان والصيق وصويبر وصنعه) غير أن انخفاض منسوب المياه في هذه العيون أمر يثير القلق ويبعث على الحيرة من أمر الجهات الرسمية في الوزارات ذات الاختصاص كوزارة الصحة والسكان ووزارة الموارد المائية.

### البحر
لمدينة الديس نوافذها البحرية ففي محيطها تقع موانئ (شرمة والقرن وخلفه وراس باغشوة) وهي هبة الخالق لعبادة في تلك الواحة، ولأن الحديث يطول عن عشق الديس للبحر وعن تاريخ تلك الموانئ ودورها المحلي والوطني، سنكتفي بحديث موجز عن ميناء شرمة.

### ميناء شرمة
يتميز ساحل شرمة بجمال أخاذ يضاهي أجمل شواطئ الدنيا. كما يتميز بوجود السلاحف النادرة التي تضع بيضها في رماله الفضية، وشرمة ميناء موغل في تاريخه، وقد ذكر الغرابي (2001) أن بعثة فرنسية اكتشفت وجود مدينة اثرية تحتوي على بعض المعالم الأثرية التي يعود تاريخها إلى ما قبل 1400 سنة، وهي عبارة عن مجموعة من المنازل (65) منزلاً تقريباً وسور طوله (49) متراً ومحراب مسجد.

## التراث البحري
لأجدادنا في الديس الفيحاء تراث بحري لا يقدر بثمن، ويحتاج وحده إلى العديد من الدراسات والبحوث، وفي هذا المجال أعد الأستاذ عمر عبد الرحمن المقدي المكنى بأبي هند دراسة أشار فيها إلى أن أبناء الديس الشرقية أصحاب باع من الوزن الثقيل في علاقتهم بالبحر والملاحة، وكان منهم النواخيذ الفطاحل الذين جابوا البحار شرقاً وغربا وهم يزيدون عن (122) ناخوذة، بعضهم درس في الخارج وعمل على قيادة بواخر حديثة. كما تتعرض دراسة المقدي إلى دور أبناء الديس في صناعة السفن وتجهيزها وصيانتها وقوانين تسييرها...إلخ، كما أشارت الدراسة إلى اعرق العائلات الديسية المشتغلة في صناعة السفن. وقد تميزت دراسة المقدي بغزارة معلوماتها وسعة حدودها القطاعية على مستوى المضمون والمكان، حيث شملت إلى جانب الديس مناطق أخرى.

## السكان
ُُُُيقدرسكان مدينة الديس الشرقية بحوالي أكثر من خمسين الف نسمه حسب تعداد2007 وهم في غالبيتهم حضارم عرب ويوجد قليل من أصول أخرى يعيشون في توافق تام وهم مسلمون سنة مائة بالمئة والديس الشرقه تتميز بطابع فريد في وجباتها وماكولاتها المختلفة والمتنوعة فنجد ان سكانها يجعل من الكبسة وجبة رئيسية كبقية مدن وقرى حضرموت، إلا أن هناك وجبات رئيسية أخرى تتكون من الرز أيضا مثل الصيادية والبرياني، وكذلك من الخبز والبراوطه وهناك اكلات أخرى مثل الباخمري والشوربة الحضرمية والدجر،
صانونة الخضار والمندي والمضبي وفي الحلويات فهي تتميز بـ الحلوى السوداءوالحمراءوالمجلجل وغيرها..وتتميز بوجد مزارع جوز الهند(الكزاب)التي تنج الخل الديسي بالإضافة إلى النخيل والبيدان والليمون(الليم) والباباي والجوافه وغيرها وأشهر المشروبات المخلوط.ُُُ{{الديس الشرقية}}

## مناطق في الديس
- مدينة الديس عاصمة مديرية الديس الشرقية وتوجد فيها أحياء الثورة (السوق، رقة ياسين، رقة فرحان، حافة النايلون) والشهداء (القويرة، رقة القويرة، حافة الحضارم) والصيادين (الخلة) والجول والغيظة والرجيدة وقارة الرجيدة والعارة وهبورك والحدبة والصبر والواسطة والغريفة والغريفة العليا وجول الغريفة والمكبن وتويثنات وقارة الدنيا.
- منطقة القرن الساحلية وهي ميناء مدينة الديس القديم.
- منطقة صويبر وثوبان توجد بهما عيون كبريتية للعلاج.
- منطقة شرمة الساحليه السياحية
- منطقة مول الليمة
- منطقة مقره الساحلية
- منطقة حلفون
- منطقة يظغط
- منطقة المعيملة
- منطقة جثمون

## محطات مهمة من تاريخ الديس
- (813 ه) = أخذ ابن فارس قرية آل بلحاف وإخراج أهلها منها.
- (836 ه) = هزيمة الحملة الرسولية في وادى بلحاف ومقتل عدد من الجنود ودخول الشيخ سعد بادجانه الأنصاري فاتحا منتصرا.
- (923 ه) = في جماد كانت هزيمة جيش السلطان الكثيري على مشارف وادى بلحاف.
- (1123 ه) = استيلاء آل كثير على مدينة الديس الشرقية.
- (1282 ه) = استيلاء السلطان الكثيري - صالح بن محمد - على الديس ودخوله حصن الجلادي.
- (1888م - 1306 ه) = كان هجوم ومحاصرة قبايل الحموم للمدينة وقطع مياه الشرب عنها وهجومهم على جمرك ميناء القرن وانتهى الحصار بإطلاق سراح المعتقليين لدى السلطات الحكومية.
- (1925 م - 1344 ه) = كانت دخلة الديس المشهورة والتي بدات بكمين استهدف مفرزة من القوات الحكومية شبه النظامية اعقبه هجوم على المدينة وانتهت باستسلام أفراد الحامية الحكومية واستمرت هذه الأحداث خمسة أيام.
- (1352ه - 1932م) = افتتاح أول مدرسة ابتدائية نظامية وكان للشيخ الصالح سعيد عبد الله بحاح دور كبير في نشر الفكر الإصلاحي وقاد هذا الشيخ أول مظاهرة شهدتها المدينة تأييدا للرئيس الراحل جمال عبد الناصر في الخمسينات.
- (1359ه - 1939م) = إنشاء نادي الإخاء والمعاونة من مؤسسيه القاضي العلامة الراحل الشيخ محمد عمر العماري[6] والأديب الراحل الشيخ سعيد عبد الله بحاح.[7] استضاف النادي في الديس الشرقية نخبة من الأدباء والكتاب علي رأسهم الكاتب الأديب المعروف علي أحمد باكثير والمؤرخ صلاح البكري[8] والسلطان العلامة صالح بن غالب القعيطي.
- (1952 م) = أنشئت الأندية الرياضية الاجتماعية نادي الفوز والشباب ونادي الأهلي ثم دمجت فيما بعد تحت اسم نادي اتحاد الشبيبة (1969).